# Nicolas Gasté
Nicolas Gasté, né le 9 juin 1726 à Asnan dans le Nivernais et mort le 19 août 1794 à Brest, est un prêtre jésuite français. 
Avec une cinquantaine d’autres prêtres réfractaires nivernais, il meurt en déportation pendant la Terreur (Révolution française).

## Biographie
Issu d’une famille de commerçants et de petits notables du Nivernais, Nicolas Gasté est l’un des onze enfants de Pierre Gasté (1695-1779), marchand de chevaux à Asnan.
Il entre dans la Compagnie de Jésus en novembre 1747 comme écolier approuvé au Collège des Jésuites de Moulins. Nicolas Gasté y enseigne toujours lorsque le Parlement de Paris ordonne en octobre 1761 la fermeture des collèges des Jésuites en France. 
Les Jésuites sont bannis de France en 1763. Nicolas Gasté prête d’abord serment de fidélité au Roi et s’engage à ne pas suivre la Compagnie des Jésuites dans leur exil. Il se rétracte quelques mois plus tard, et se soumet à son tour au bannissement  « Je pars chercher un asile et du pain chez les étrangers ».
Dans les années 1770, il est incardiné au diocèse de Nevers.
Il est le curé de la paroisse d’Hubans (commune annexée en 1835 par Grenois). 
En 1783, il fait publier à son nom une nouvelle version revue et corrigée de La Science du Crucifix en forme de méditation, imprimée et éditée à Paris par François-Ambroise Didot.

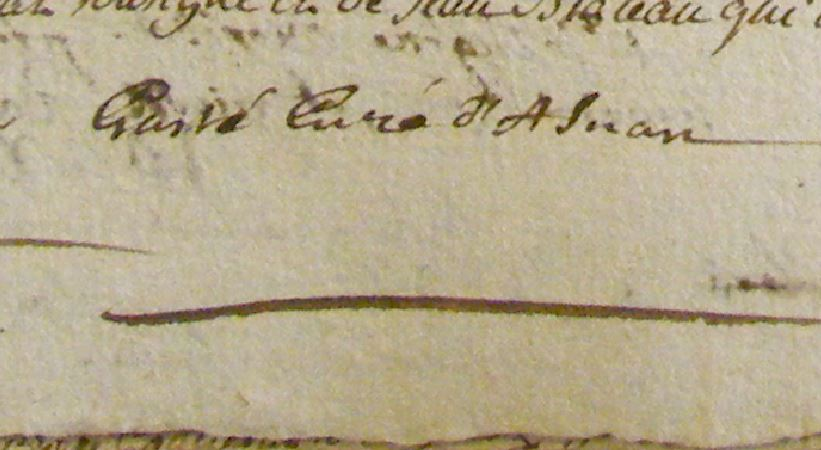
La signature de l'abbé Gasté en 1787

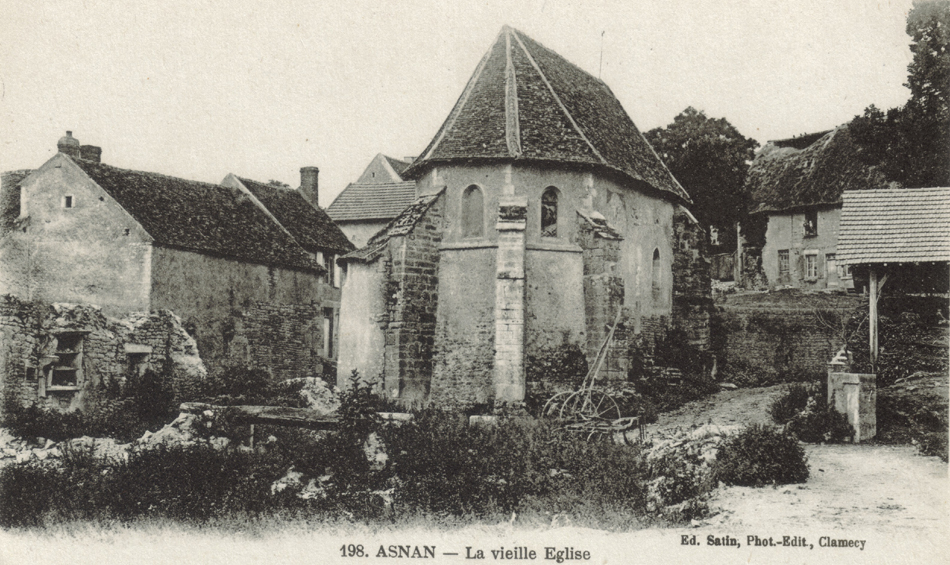
L'église d'Asnan

En 1784, il est nommé curé d’Asnan, sa paroisse natale où demeure toute sa famille.
En mars 1789, suivant la rédaction controversée du Cahier de doléances d’Asnan, il en rédige une autre version à la demande des habitants. Cette version, demeurée célèbre, est directement envoyée au ministre Jacques Necker. Ce cahier de doléances témoigne avec réalisme des nombreuses misères et injustices que subissent les paysans à la fin de l'Ancien Régime.
En septembre 1790, il résigne sa cure au profit de son neveu, nommé aussi Nicolas Gasté (1761-1832), vicaire à Asnan depuis trois ans. En janvier 1791, l'oncle et le neveu refusent de prêter serment à la constitution civile du clergé. Trois prêtres constitutionnels les remplacent avec difficulté jusqu’en 1793 : le village d’Asnan est divisé entre les partisans du clergé réfractaire et ceux de l’Église constitutionnelle. 
Après la prise du décret contre les prêtres réfractaires, Nicolas Gasté est dénoncé « pour avoir suscité des troubles par ses discours ». Il échappe aux poursuites en se retirant chez sa sœur à Vitry-Laché où il reste six mois. Recherché de nouveau et menacé d'être arrêté, il se réfugie ensuite chez un de ses neveux à Magny-Cours. Il y est finalement arrêté le 20 avril 1793 et conduit à la maison d'arrêt de Nevers.
Le 14 février 1794, il embarque en compagnie de soixante-et-un autres prêtres réfractaires du diocèse de Nevers dans la cale d’un bateau sur la Loire à destination de Nantes puis de la Guyane,. Le voyage prend rapidement une tournure dramatique. Malades, affamés, menacés, maltraités, la moitié des prêtres y laissent la vie. En raison du blocus maritime de Nantes par les troupes anglaises, aucun navire ne peut quitter le port pour la Guyane. 
Les prêtres sont enfermés dans la cale d’une galiote hollandaise, la moitié d’entre eux y meurent de faim et de maladie. Le 18 mai suivant, les quinze survivants atteignent Brest où ils sont conduits à la Prison de Pontaniou.
Affaibli et malade, Nicolas Gasté meurt à l’hôpital Saint-Louis de Brest le 19 août 1794. Seuls douze prêtres sur les soixante-et-un ont survécu à cette déportation.
Son neveu Nicolas Gasté (1761-1832) rentre d’exil à Asnan sous le Directoire. Il en demeure le curé jusqu’en 1828.